# Bernard Vukas

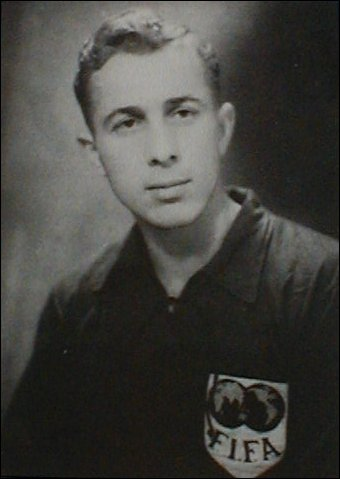
Bernard Vukas

Bernard Vukas (Spitzname Bajdo,) (* 1. Mai 1927 in Zagreb; † 4. April 1983 ebenda) war ein jugoslawischer Fußballspieler.

## Biographie
In einer Umfrage der Sportskih novosti wurde Bernard Vukas zum besten Sportler Jugoslawiens 1955 erklärt; nach einer der Narodni sport (Volkssport) war Vukas der beste Fußballer Jugoslawiens in den Jahren 1955 und 1956. Er war der erste Sportdirektor von Hajduk Split.
Nach seinem Tod wurde er auf dem Mirogoj-Friedhof in Zagreb beigesetzt. 1998 veröffentlichte Zvonimir Magdić ein Buch namens Tako je živio i igrao Bernard Vukas (so lebte und spielte Bernard Vukas).

## Vereine
- 1938–1945 Jugendspieler bei Concordia Zagreb
- 1945–1946 Amater Zagreb
- 1946–1947 NK Zagreb
- 1947–1957 Hajduk Split
- 1957–1958 AGC Bologna
- 1958–1963 Hajduk Split
- 1963–1967 Profivereine SK Austria Klagenfurt, Grazer AK, Kapfenberger SV
- 1967–1968 Hajduk Split

## Nationalmannschaft
Vukas spielte 59 Mal für die jugoslawische Nationalmannschaft und erzielte dabei 22 Tore.

## Erfolge
- Drei Meisterschaften mit Hajduk Split (1950, 1952 und 1955) Hierbei ist die Meisterschaft von 1950 hervorzuheben, da diese ohne eine Niederlage geholt wurde. Dieser Rekord ist bis heute ungebrochen.
- Zwei Silbermedaillen bei Olympischen Spielen (1948 und 1952) für Jugoslawien
- Torschützenkönig in der Saison 1954/55 mit 20 Toren
- Für Hajduk Split absolvierte er 615 Spiele und schoss 300 Tore.
- Am 21. Oktober 1953 wurde er in die Weltauswahl berufen, um am Spiel gegen England im Wembley-Stadion teilzunehmen. Das Spiel endete 4:4
- Am 13. August 1955 bekam er eine Einladung in die Europaauswahl zu einem erneuten Spiel gegen Großbritannien in Belfast. Hier gewann die Europaauswahl mit 4:1 und Bernard Vukas war mit einem Hattrick erfolgreich
- Teilnahme an zwei Weltmeisterschaften 1950 und 1954.

## Ehrungen
Der kroatische Fußballverband zeichnete ihn 2000 als „besten kroatischen Fußballspieler aller Zeiten“ aus, die renommierte Tageszeitung Večernji list wählte ihn zum „Sportler des Jahrhunderts“.

## Andere über Vukas
„Er gehört zu den größten fußballerischen Künstlern die ich jemals gesehen habe, diese künstlerische Fähigkeit weiß er auf eine unnachahmliche Art und Weise zum Vorteil seiner Mannschaft zu nutzen, für mich stellt er den Prototypen eines modernen Spielers dar. Bernard Vukas ist nicht nur einer der besten Fußballer dieser Welt, sondern auch ein Vorbild anderen als Sportler.“

„Der letzte Beweis der Vollkommenheit dieses Spielers ist das letzte Spiel zwischen Italien und Jugoslawien in Turin, das er zu einer Ein-Mann-Show verwandelte.“

„Meiner Meinung nach, wenn man heute die beste Mannschaft der Welt zusammenstellen würde, das es überhaupt keine Frage wäre wer als Mittelstürmer spielen würde, die Wahl würde mit Sicherheit auf Bernard Vukas fallen.“

„Ich werde nie seinen Auftritt in Belfast vergessen als er dieses Jahr für die Europaauswahl gespielt hat und einen Hattrick erzielte, der bewies, dass er einer der besten Spieler der Welt ist.“

„Wenn man über guten Fußball spricht, dann muss man auch über die Mannschaft aus Jugoslawien sprechen, und wenn man sich die Frage stellt wer der beste Spieler der Welt ist, dann gehört sein Name zu den erstgenannten.“

„Ich hatte die Gelegenheit die Entwicklung von Bernard Vukas zu verfolgen, insbesondere in den letzten drei Spielen zwischen Frankreich und Jugoslawien und Großbritannien gegen Europa, und jedes mal stellte ich wieder fest was dieser Spieler für eine außergewöhnliche Technik hat und ein unnachahmliches Gefühl für das Spiel, er ist für mich und die meisten anderen Franzosen der beste Spieler aus Jugoslawien den es jemals gegeben hat.“